# حمید آراسلی
حمید آراسلی ایران‌شناس و استاد ادبیات فارسی و ترکی آذری در جمهوری آذربایجان بود.
حمید آراسلی در سال ۱۹۰۹ میلادی در گنجه جمهوری آذربایجان متولد شد و پس از تحصیلات مقدماتی در سال ۱۹۳۲ میلادی دورهٔ دانشکدهٔ زبانشناسی دانشسرای عالی دولتی آذربایجان را به پایان رساند. در سال ۱۹۴۴ میلادی نامزد دکترای علوم زبانشناسی شد و در ۱۹۵۵ میلادی درجه دکترای علوم زبان‌شناسی را دریافت کرد. موضوع پایان‌نامه‌اش «ادبیات آذربایجانی سده‌های سیزدهم و چهاردهم» بود. از سال ۱۹۳۲ م تا ۱۹۴۴ میلادی، استاد دانش‌سرای عالی دولتی آذربایجان و از سال ۱۹۳۴ تا ۱۹۳۷ نیز رئیس بخش شرقی کتابخانه شعبه آکادمی علوم اتحاد شوروی در آذربایجان بود. در سال ۱۹۳۶ عضو اتحادیه نویسندگان شوروی شد و از سال ۱۹۳۷ تا ۱۹۶۰ میلادی، در دانشگاه دولتی آذربایجان تدریس می‌کرد. ضمناً سمت‌های کارمند علمی انستیتوی ادبیات و معاون علمی موزه ادبیات آذربایجان به نام «نظامی» را هم عهده‌دار بود.
آراسلی در سال ۱۹۴۴ میلادی به مقام دانشیاری و در ۱۹۵۶ به مقام استادی (پروفسوری) رسید. در سال ۱۹۶۹ میلادی به عنوان شخصیت ممتاز آکادمی علوم ازبکستان شوروی انتخاب شد و در همان سال رئیس انیستیتوی ملل شرق نزدیک و مرکزی آکادمی علوم آذربایجان شوروی گردید.
در هشتمین کنگره جامعهٔ زبانشناسان که در سال ۱۹۵۷ میلادی تشکیل شد، نمایندهٔ زبان‌شناسان ترک در آنکارا بود. در کنگره‌های دیگری نیز شرکت داشت. از جمله در اولین کنگرهٔ بین‌المللی پژوهش‌های بالکان و جنوب شرقی اروپا که در سال ۱۹۶۶ میلادی در صوفیه برگزار شد.

## آثار
آثار او در ادبیات فارسی و شاعران فارسی‌گو که البته آنها را به نحوی هم وطن خود می‌شمرد، عبارتند از:
- «لیلی و مجنون» و مقایسه اشعار هفت پیکر و هفت گنبد (به زبان آذربایجانی)[۵]
- صائب تبریزی[۶]
- نظامی گنجوی و آثار خلاقانهٔ او[۷]
- نظامی و فولکلور آذربایجان[۸]
- دیوان فضولی[۹]
- فضولی، شاعر بزرگ آذربایجانی[۱۰]